# Nazi-Tyskland
Stortyskland (også kaldet Nazityskland og Det Tredje Rige) er det Tyskland, som Adolf Hitler ledede. Navnene betegner det nazistiske Tyskland 1933-45, der fulgte efter Weimarrepublikken.
Tyskland gennemgik i de 12 år store forandringer: riget, der hidtil havde været et demokrati, blev i det meste af denne periode ledet af diktatoren Adolf Hitler, Føreren (Der Führer). Indenrigspolitisk var flerpartisystemet blevet afviklet, og modstandere af det siddende styre blev for en dels vedkommende fængslet, lige som etpartistyret var trængt igennem i alle områder af det offentlige liv. Udenrigspolitisk markerede Tyskland sig med en voldsom ekspansionspolitik, der var en af hovedårsagerne til udbruddet af 2. verdenskrig. Helt frem til 1942 havde styret fremgang i sin politik, der efter modgang endte med dets (og Tysklands) fuldkomne sammenbrud i 1945.
Racisme og antisemitisme var grundlæggende principper for NSDAP og nazistregimet. Nazi Tysklands racepolitik var baseret på regimets tro på eksistensen af en overordnet race. Nazisterne postulerede eksistensen af en racekonflikt mellem den ariske race og ikke-ariske racer, især jøder, der blev betragtet som en blandet race, der havde infiltreret samfundet og var ansvarlig for udnyttelsen og undertrykkelsen af den ariske race.

## Nationalsocialismen
Den fremherskende ideologi i Det Tredje Rige var nationalsocialismen eller nazismen.
Nationalsocialismen var det tyske modspil til den totalitære fascisme, der herskede i Italien, og til stalinismen i Sovjetunionen. På trods af mange ligheder, kan de tre ideologier ikke sidestilles, da særlige tyske idehistoriske strømninger i høj grad prægede nationalsocialismen.
Fælles for fascismen og nazismen og på mange måder stalinismen var:
- En antidemokratisk (partistyret) førerkult
- En militarisme, der gennemsyrede hele samfundet
- En ekstremt undertrykkende og kontrollerende stat, herunder fangelejre for modstandere af systemet og andre, man ville af med
- Aggressiv imperialisme
- Organismetanken, idet føreren var hovedet, resten af befolkningen udgjorde forskellige, men vigtige funktioner.
- En af stammetanken inspireret folkelig enhed (folket, mens USSR (formelt) byggede på klasseenhed)

Nationalsocialismen havde mange udspring, men ideologiens parti NSDAP var funktionelt på linje med den stalinistiske partistruktur og stærkt ideologisk påvirket af den italienske fascisme under ledelse af Mussolini, oldeuropæisk, romersk kultur og tidligere kejserriger. Staten ledet af partiet under føreren var den krumtap omkring hvilken systemet var bygget op. Under nazismen blev "racen" sat i stedet for det kommunistiske "arbejderklassen" som den fælles enhed, der retfærdiggjorde systemets politik og sikrede systemets enhed. Begge brugte historien til at begrunde deres politik, men hvor kommunisterne hævdede, at deres etpartistat var blevet til som en historisk nødvendighed for at afslutte klassekampen, og at alle andre lande havde ønske om at tilslutte sig denne, henviste nazisterne til Tysklands landafståelser efter 1. verdenskrig som en uretfærdighed, der lod mange tyskere og tysksindede stå uden for riget; det nødvendiggjorde - parret med Tysklands behov for mere jord til at udvikle sig på (livsrum, tysk: lebensraum) - grænsereguleringer. For fascismen i Italien var det især traditionel kolonipolitik, som bar dette lands udenrigspolitik frem.

## Historie

### Tyskland før den nazistiske magtovertagelse
Uddybende artikel Weimarrepublikken
Baggrunden for den nationalsocialistiske magtovertagelse i 1933 findes i den demokratiske Weimarrepublik. Den var præget af store problemer. Kommunister og ekstreme nationalister, der begge afskyede det borgerlige liberale demokrati, fik flertal ved flere valg, men kunne ikke samarbejde. Selv om de demokrati-støttende partier sad på magten, var regeringsledelsen meget vanskelig.
De økonomiske problemer, der fulgte Wall Street-krakket i 1929 og fik arbejdsløsheden til at runde fem millioner, var en væsentlig medvirkende faktor til at give Weimarrepublikken dødsstødet.
Under Weimarrepublikken fik højrenationale kræfter succes og med tiden især NSDAP med deres populistiske paroler. Det formåede at forene en udbredt nationalisme med befolkningens ønske om enhed og folkeligt sammenhold.

### Tyskland under nazismen 1933-1945

#### 1933: Hitlers magtovertagelse
Den 30. januar blev Adolf Hitler af rigspræsident Paul von Hindenburg udnævnt til rigskansler i Weimarrepublikken. Hindenburg udskrev samtidigt et valg, der skulle afholdes i marts 1933. I tiden op til valget udnyttede ledende nazister samtlige muligheder i regeringsstyrelsen til at konsolidere sig. Især rigsdagsbranden fik afgørende betydning. Da det viste sig, at den var påsat af en hollandsk anarkist, var nazisterne ikke sene til at benytte sig af den generelle frygt for kommunister til at få præsident Hindenburg til at forbyde kommunistpartiet og anholde mange af deres ledere. Dermed var deres direkte konkurrent til magten ryddet af vejen. Kommunistspøgelset var i øvrigt noget NSDAP var dygtig til at fremmane.
Ved rigsdagsvalget i marts 1933 fik Hitler og hans støtteparti over 50 procent af stemmerne og kunne dermed regere alene. Ved løfter og tvang lykkedes det den 23. marts Hitler og NSDAP at få også andre partier til at stemme for "Ermächtigungsgesetz" (444 stemmer for og 94 imod) og dermed opnå de to tredjedeles flertal, der krævedes for en forfatningsændring. Kun socialdemokraterne, det eneste tilbageværende venstreparti, stemte imod (Kommunistpartiet var ikke til stede ved afstemningen, da alle dets rigsdagsmedlemmer var beordret arresteret). Parlamentet havde med historikeren Sebastian Haffners ord nedlagt sig selv uden sværdslag.
"Ermächtigungsgesetz" gav Hitler ret til i fire år at indføre love uden om parlamentet. Med vedtagelsen af "Ermächtigungsgesetz" var den uindskrænkede magt til NSDAP og Hitler en realitet, og den sidste rest af en retsstatslig Weimarrepublik væk.

#### Konsolidering af magten 1933-1936
NSDAP begyndte straks under Hitlers ledelse at udnytte den uindskrænkede magt til at fjerne al opposition og til at samle landet under partiet. Allerede i maj 1933, blot to måneder efter magtovertagelsen, blev alle fagforeninger tvunget ind i Den tyske arbejderfront, der var en fagforening styret af den nazistiske topledelse. 
Kort efter kom det til forbud mod socialdemokraterne og lukningen af samtlige partier på nær NSDAP. I juli 1933 blev det vedtaget, at oprettelsen af nye partier var forbudt, og at NSDAP var det eneste lovlige parti i Tyskland. Hitler havde udnyttet sine beføjelser til fulde.
Endvidere begyndte det, der på tysk kaldes Gleichschaltung, 'ensretning'. Ordet betegner den proces, der sikrede NSDAP magten over de formelt selvstyrende delstater i Tyskland. Delstaterne mistede efterhånden flere og flere opgaver og rettigheder, og styringen af de mindre regionale enheder overgik i løbet af 1933 fuldstændig til NSDAP's kontrol. Desuden blev den frie presse erstattet af en fuldstændig partistyret presse.
I 1933 og 1934 kom en del uafhængige statslige institutioner direkte ind under nazistpartiets kontrol. Det gjaldt kulturministeriet og kirken, og det blev efterhånden uklart, hvad der var stat, og hvad der var parti. Den tysk/amerikanske iagttager Ernst Fraenkel beskrev denne udvikling i sin bog "Dual State".

## Indenrigspolitik

### Jødeforfølgelsen

#### Stigende chikane 1933-1939
Allerede den 1. april 1933 en uge efter den nazistiske magtovertagelse den 24. marts begyndte de tyske jøder at mærke de nye tider. Joseph Goebbels opfordrede tyskerne til at boykotte jødiske forretningsdrivende, og den nazistiske kamporganisation Sturm-Abteilung (SA) ødelagde jødiske forretninger og mishandlede indehaverne.
I flere lande blev der vedtaget skrappere og skrappere regler for jøder: jøder havde ikke ret til at benytte de samme bænke, toiletter, gader, busser mv. som ariske tyskere.
Med vedtagelsen af Nürnberglovene september 1935 blev det klart, hvordan loven definerede en jøde, og ægteskaber mellem jøder og ikke-jøder blev forbudt. Derfor udvandrede 170.000 tyske jøder, 1/3 af det samlede antal i slutningen af 1938. Samtidigt samarbejdede zionisterne med styret om at organisere udvandring til Palæstina i den såkaldte (Ha'avara-plan), der gjorde det muligt for jøder at få overført store summer til Palæstina via en jødisk kontrolleret investeringsbank.
Især "krystalnat" den 9. november 1938 var for mange jøder et afgørende tegn på ulykkens komme. Her blev mange synagoger ødelagt og brændt, og mange jøder blev myrdet. 30.000 jøder blev anholdt, og jøder fik forbud mod at drive forretning.

#### Holocaust
Holocaust (af græsk holokáutoma – fuldstændigt – og kausis – brand, forbrænding) er betegnelsen for det systematiske folkedrab, som nazisterne iværksatte mod jøder og andre befolkningsgrupper. Det er hævdet, at seks millioner blev dræbt i løbet af denne udryddelseskampagne.
I krigens første måneder blev jøder tvunget til at leve i ghettoer, de største i Lublin og Warszawa. Hitler og hans ledelse havde overvejet at skibe de i Tyskland boende jøder til Madagaskar, men da det ikke kunne lade sig gøre, åbnedes i 1940 enorme arbejdslejre hovedsageligt i det besatte Polen, hvor de fleste jøder boede. Nogle jøder i det vestlige Tyskland blev en overgang sendt til det besatte Frankrig.
Under den tyske fremmarch i Sovjetunionen i 1941 begyndte SS systematisk at bekæmpe sovjetiske partisangrupper, og "løsningen af jødeproblemet" tog en drejning. Ved Wannseekonferencen i 1942 blev "Endlösung" vedtaget. Denne endelige løsning betød den organiserede forflyttelse af de europæiske jøder til dertil indrettede udryddelses- og koncentrationslejre Auschwitz-Birkenau, Majdanek, Treblinka, Sobibor og Chelmno. Fra disse lejre blev jøder rekvirerede til krigsindustrien (til erstatning for tyskere, der blev sendt til fronten), eller de døde af sygdom eller blev myrdede i lejrene.

### Økonomien i vækst
Den tyske økonomi var allerede før Hitler blevet mere og mere statslig styret, og med NSDAP tog denne udvikling fart. Delvis inspireret af Franklin Delano Roosevelts succes med New Deal påbegyndte Tyskland store anlægsprojekter. Især motorvejsnettet blev udbygget. Udover at formindske arbejdsløsheden og skabe bedre rammer for handlen havde motorvejene også en meget vigtig strategisk fordel, der skulle lette transport af tropper, materiel og kampvogne mellem den østlige og vestlige del af Tyskland. 
Det økonomiske boom, den faldende arbejdsløshed og stigende produktion var kun halvt finansieret ved skatter og andre statsindtægter. Det var nødvendigt at optage store lån, og den tyske statsgæld blev firedoblet fra 1933 til 1939. Denne ekspansion førte til alvorlige problemer for den tyske valutabeholdning, da der ikke blev produceret varer nok til en eksport, der kunne finansiere den stigende import.{
Da Hitler kom til magten, var Tyskland endnu ramt af depressionen. Ledigheden var høj, og  landbruget havde svært ved at producere nok fødevarer i de økonomiske krisetider.
Hitler allierede sig snart med storindustrien. Han udnævnte Hjalmar Schacht til ny præsident i Rigsbanken allerede i 1933. Schacht var vel anset i det tyske erhvervsliv, og det beroligede dem, som var bange for, at Hitler skulle føre en alt for venstreorienteret økonomisk politik.
Samfundsøkonomisk overtog Hitler den kommunistiske planøkonomi. Han fik udarbejdet fireårsplaner for økonomien ganske efter Sovjetunionens forbillede. Samtidig arbejdede Hitler tæt sammen med erhvervslivets ledere. Hitler satsede på at udbygge tungindustrien yderligere, da han så på den som en hjørnesten i økonomien og vigtig for at kunne opruste landet igen.
Hitler stimulerede også økonomien ved at igangsætte store offentlige byggeprojekter: et netværk af motorveje, de såkaldte Autobahn. Udbygningen af vejene skaffede arbejde til mange og gav bilindustrien vigtig hjælp.
Industrien blev opmuntret til at forske i syntetiske produkter. Hitler ville undgå at havne i samme situation som under 1. verdenskrig, da Tyskland måtte opgive krigen på grund af manglende forsyninger uden at have tabt krigen militært. Det var især vigtigt at udvikle kunstig benzin, hvilket I.G. Farben formåede i 1934 med  statsstøtte.
Samtidigt prøvede nationalsocialisterne at reformere landbruget ved at indføre grænser for, hvor megen gæld som kunne ligge på en gård. Det gav imidlertid ikke den ønskede effekt, og produktionen faldt yderligere. Resultatet var, at Tyskland måtte importere fødevarer. Det skete på bekostning af våbenimporten. Tyskland fik et stort underskud på handelsbalancen på grund af denne import.
Tyskland havde alligevel stor økonomisk fremgang i 1930'erne. Væksten i industrien var så stor, at handelsunderskuddet blev af sekundær betydning. Væksten kom i stor udstrækning jævne borgere til gode på grund af lavere ledighed og større tilgang til forbrugsvarer.
Tysklands industrielle tyngdepunkt flyttede i denne periode mod øst. Traditionelt havde de vestlige storbyområder som Düsseldorf, Gelsenkirchen og Dortmund haft størstedelen af industrien. Meget af den nybyggede industrien i 1930'erne blev opført i Midttyskland og i de tyske østområder. De var tidligere stort set landbrugsområder, men de kom i rivende industriel udvikling i hitlertiden.

### Oprustning
En medvirkende årsag til Tysklands industrielle udvikling var oprustningen.
Tyskland var blevet pålagt strenge begrænsninger i landets militære styrker i Versailles-traktaten: Marinen blev begrænset til seks større krigsskibe, og hæren blev begrænset til 100.000 mand med kun 4.000 officerer. Tyskland havde ikke lov til et luftforsvar.
Allerede fra 1933 gik Hitler ind for at opbygge de militære styrker. Det måtte gøres i hemmelighed, så Frankrig og Storbritannien ikke opdagede oprustningen. 
Oprustningen nåede hurtigt så langt, at briterne og franskmændene måtte reagere. Frankrig forlængede værnepligten, og briterne gik i gang med at udvide deres marine. Hitler svarede øjeblikkelig med  at indføre værnepligt i Tyskland og erklærede, at Tyskland ikke havde til hensigt at overholde rustningsbegrænsningerne i Versailles-traktaten. Tyskland gik derfor i gang med at genopbygge Luftwaffe.
De andre stormagter reagerede kun svagt. Storbritannien, Italien og Frankrig prøvede at optræde samlet og protestere, uden at Hitler lod sig rokke. Folkeforbundet fordømte Hitlers politik, men Tyskland havde meldt sig ud af Folkeforbundet kort efter Hitlers magtovertagelse. Det indebar, at Folkeforbundet stod uden sanktionsmuligheder.
Hitler ønskede at genopbygge den tyske krigsflåde, men så længe  han ikke kunne opbygge både hæren og flåden, var det umuligt. Løsningen var at lave en aftale med Storbritannien om, så den tyske overfladeflåde ikke måtte overstige 35% af den britiske. Tyskland kunne skaffe sig lige så mange ubåde som Storbritannien. Hitler anså aftalen som en stor diplomatisk sejr.

## Udenrigspolitik
Med udmeldelsen af Folkeforbundet i 1933 signalerede den nazistiske ledelse tidligt, at den ikke var interesseret i samarbejdet i denne organisation.

### Den italiensk-abessinske krig
I oktober 1935 angreb Italien Etiopien. Det bidrog til at  demokratierne Frankrig og Storbritannien så med stigende skepsis på Mussolini og blokerede handelen med Italien. Tyskland benyttede sig af denne mulighed til at nærme sig Italien, og fortsatte med at handle med Mussolini.

### Den spanske borgerkrig
I 1936 udbrød der borgerkrig i Spanien. Både Italien og Tyskland støttede general Francisco Franco militært. De fælles mål i Spanien bidrog til at bringe Italien og Tyskland endnu nærmere til hinanden. Den 1. november 1936 talte Mussolini om "aksen mellem Rom og Berlin", og den nye alliance aksemagterne var en realitet. På grund af den russiske støtte til republikken under anarkister og kommunister ønskede de vestlige stormagter ikke at gribe ind på regeringens side og overlod spanierne til deres skæbne. Det førte til, at frivillige fra England, Norge, Frankrig meldte sig på republikkens side.

### Rhinlandet
Tyskland sendte i 1936 tropper ind i den demilitariserede zone i Rheinland. Hitler mente, at dette var nødvendigt for at sikre den tyske grænse mod Frankrig. Samtidig var det et alvorlig brud på Versailles-traktaten. Eftersom Frankrig ikke reagerede på dette over for Tyskland, fik Hitler opfattelsen, at Tyskland kunne handle, som det ville, uden at sejrherrerne fra 1. verdenskrig reagerede.

#### Ekspansion og aggression - optakt til krig 1937-1939
I november 1937 gjorde Hitler det klart for sin udenrigsminister, at han ville løse de påståede Lebensraum-problemer ved at udvide det tyske rige med Østrig og Tjekkoslovakiet.
Østrig havde efter 1. verdenskrig levet en noget omskiftelig tilværelse. Østrig havde aldrig været et egentligt land, men var til 1918 en del af det østrig-ungarske kejserrige. Efter 1. verdenskrig så mange gerne en forening med det tyske rige: den gamle stor-tyske løsning, som var forpasset i 1871, da Ententen forbød det og ved Versaillesfreden. Mange frygtede et stærkt Tyskland. I 1933 blev Østrig styret autoritært af Engelbert Dollfuss og derefter af Kurt Schussnigg.
Efter et tysk ultimatum til den østrigske regering måtte den opgive at bevare østrigsk selvstændighed og træde tilbage. Umiddelbart efter i marts 1938 marcherede tyske tropper ind i Østrig. Mange østrigere bifaldt denne udvikling og tog godt mod de tyske tropper. Mange talte om Østrigs indtræden i det tyske rige som "Heim ins Reich". Første del af Hitlers udvidelsesplaner var lykkedes uden de mindste problemer.
Ved München-konferencen i september 1938 vandt Adolf Hitler sin hidtil største udenrigspolitiske sejr. Stortyskland havde i lang tid arbejdet på at få tilbagegivet de områder af Tjekkoslovakiet, hvor der var tysk befolkningsflertal. De europæiske ledere besluttede med en blanding af frygt og forståelse for det tyske ønske at tvinge Tjekkoslovakiet til at afgive Sudetenland. De sudetertyske områder i Tjekkoslovakiet blev nu overgivet til det tyske rige. 
Et halvt år senere skulle det vise sig ikke at være nok. Trods sine løfter truede Hitler den tjekkiske regering til at gå af, og tyske tropper kunne i marts 1939 uhindret besætte Tjekkoslovakiet. Tyskland havde besat et fremmed og uafhængigt land, og var sluppet fra det uden at løsne et eneste skud.
England og Frankrig besluttede nu at afvige fra den hidtidige Appeasement-politik, der ikke havde kunnet bremse Hitlers fremmarch, og de udstedte en garanti til Polen, det næste land i rækken for de tyske Lebensraum-planer. Det stod klart for de fleste i Europa, at Hitler og hans parti ikke skyede nogen midler for at få en krig.

#### 2. verdenskrig 1939-1942
Med det engelsk-franske ultimatum stod det nu klart, at en tysk indmarch i et uafhængigt land ville udløse en europæisk storkrig. Det var ikke noget Tyskland frygtede; det var snarere en del af planen at gå i krig mod England og Frankrig: Den tyske industri og det tyske samfund var under Hitler forberedt på krig. De nye motorveje var ikke bare lavet til civilbefolkningen; de skulle også lette transporten af hærenheder og især tyskernes nye våben, kampvognen. Den tyske værnemagt var en toptunet professionel kampstyrke.
For at kunne overbevise det tyske folk om det uundgåelige i en verdenskrig, skabte Hitler den myte, at krigen var uundgåelig og var en forsvarskrig, som det fredelige Tyskland måtte udkæmpe for at overleve.
Hitlers tale den 1. september 1939 er et studie i folkeforførelse: Han påstod, at polske soldater havde angrebet den tyske grænse, og at angrebet var en del af en større engelsk-fransk plan, der skulle udslette Tyskland.
Hitlers angreb på Polen indledte den 2. verdenskrig. Det lykkedes Tyskland at besætte de polske områder på to uger. De vestlige polske områder blev som en del af østudvidelsesplanen hurtigt indlemmet i riget. De tre områder i midten blev et Generalgouvernement med Hans Frank som generalguvernør. Et par uger efter erobrede Sovjetunionen de polske landvindinger i 1. verdenskrig og besatte den østlige del af Polen. Tyskland og Sovjetunionen havde indgået en ikke-angrebspagt, Molotov-Ribbentrop-pagt.
Med den hurtige sejr over England og Frankrig i vest - Blitzkrieg - var størstedelen af Vesteuropa i nazisternes hænder.
Den 22. juni 1941 førte Hitler sin beslutning om at angribe Sovjetunionen ud i livet. Det var som om krigstilstanden var normalen for Tyskland, og at landet ikke kunne klare længere perioder med relativ fred. I det næste år løb offensiven imidlertid fast på de vidtstrakte russiske stepper, og Sovjet var i 1942 klar til at slå igen.
Tyskernes største nederlag skete ved Stalingrad, som både Hitler og Stalin ville besidde, uanset prisen.
Byen havde strategisk og industriel, men især prestigemæssig og psykologisk betydning, da den bar Stalins navn.
Efter nogle af krigens hårdeste kampe, hvor tyskerne havde kontrol over størsteparten af byen, indledte russerne et modangreb nord og vest om byen, hvorved hele den tyske armé på 300.000 mand blev omringet. Begge parter havde lidt enorme tab i byen: den sidste tid havde tyskerne lidt voldsomt under russernes snigskytter, der ramte den ene officer, signalmand osv. efter den anden. Tyskerne havde ikke de store muligheder for at bruge tunge våben i byen, så en stor del af kampene foregik mand mod mand; nogle gange var der tyske enheder på én etage i en bygning og russiske på en anden. 
Hitler var gentagne gange blevet advaret om risikoen ved at lade sine flanker være så dårligt beskyttet - nogle steder var området så tyndt bemandet med rumænske enheder, at en enkelt deling straktes over flere km.
For den store russiske angrebsstyrke (omkring 1 mio. mand) var det nu en formsag at løbe flankerne over ende og indlede den knibtangsbevægelse, der lukkede hele den tyske armé inde i og omkring byen.
Hitlers næste store fejltagelse var at afvise en tysk tilbagetrækning, mens tid var. Krigslykken var for alvor vendt til de allieredes fordel.

#### 2. verdenskrig og Nazi-Tysklands undergang 1943-1945
I 1943 begyndte det for alvor at stå klart for den tyske befolkning, at nederlaget var sandsynligt. Nederlaget i Stalingrad var ikke det eneste vendepunkt i 2. verdenskrig. Det stod tidligt klart, at Tyskland ikke kunne vinde. Men slaget fik for første gang den tyske befolkning til at indse, at krigen meget vel kunne tabes.
Stalingrad var et kæmpe nederlag: næsten hver eneste familie kendte nogen, der var gået til ved slaget, og den tyske propagandaminister, Joseph Goebbels, kunne ikke trylle en sejr ud af det, som han havde kunnet før. I stedet valgte han at holde "Wollt Ihr den totalen Krieg"-tale (Ønsker I den totale krig?), der skulle motivere tyskerne til at kæmpe for overlevelse. Denne berømte tale viser om noget det nazistiske styres magt.
Med de tiltagende allierede bombardementer og den russiske fremmarch i øst begyndte krigen for alvor at gøre ondt på hjemmefronten. I juli 1943 blev et helt kvarter i Hamburg lagt øde af en af krigens hidtil værste civilbombardementer. Tusinder hovedsageligt kvinder og børn døde i flammerne.
For at standse den håbløse krig forsøgte tyske officerer i hærledelsen i juli 1944 at slå Hitler ihjel ved 20. juli-attentatet. Hitler overlevede mirakuløst, da han i eksplosionsøjeblikket netop var kommet i læ af en søjle. Flere døde.
Hitler besluttede sammen med andre ledende nazister i september 1944 et sidste desperat angreb, der skulle presse de vestfra kommende allierede soldater tilbage i Atlanterhavet. Dette angreb fik navnet Volkssturm, og det indbefattede alle våbenføre mænd mellem 16 og 60. På trods af overraskelsesmomentet og nogen succes kørte angrebet hurtigt fast i Ardennerne. 
De allieredes fremmarch i øst og vest tog for alvor fart i de første måneder af 1945. I januar 1945 brød østfronten næsten sammen efter et enormt sovjetisk angreb.
Den 30. april begik Hitler selvmord i sin bunker med sovjetiske soldater få hundrede meter derfra. Den 8. maj underskrev admiral Karl Dönitz den tyske kapitulation. Det nazistiske regime var slut.

## Danmark og Nazi-Tyskland
Besættelsen af Danmark i april 1940 var en af de mere specielle tyske besættelser i 2. verdenskrig: Den danske regering blev siddende, og de fleste områder af det danske samfund fik lov til at køre som hidtil uden tysk indblanding. Som en del af den tyske efterkrigsplan, en plan som naturligvis gik ud fra en tysk sejr, skulle Danmark inkorporeres i et fælleseuropæisk Gross-Wirtschafts-Raum. Den danske udenrigsminister Scavenius signalerede dansk interesse i projektet. Det medførte, at den tyske ambassadør Ritter i juli 1940 stod i København med en plan om et tæt samarbejde mellem Danmark og Stortyskland. En plan der reelt ville betyde at Danmark ophørte at være en nation, men blev et tysk protektorat. Bestyrtelsen var enorm i Danmark, og planen blev afvist.
Dansk erhverv gavnede i høj grad til den tyske krigsindsats. Selv om der ikke blev produceret våben og ammunition af betydning i Danmark, havde den store danske fødevareindustri enorm betydning for den tyske krigsindsats. Danmark brødfødte op imod 10 millioner tyskere i krigens slutfase.
Militært deltog Danmark med Frikorps Danmark med ca. 6.000 soldater på tysk side. De frivillige danske soldater kæmpede med den danske regerings angivelige velvilje på østfronten mod Sovjetunionen.
Som tiden gik, forværredes samarbejdet mellem den danske regering og tyskerne, og i 1943 kollapsede samarbejdet med det resultat, at tyskerne overtog regeringen. Endvidere udførte modstandsbevægelsen talrige sabotageangreb mod tyskerne under hele besættelsen; primært logistik som jernbanelinjer mv. blev hårdt ramt. Ved krigens slutning gik modstandsbevægelsen omgående i gang med at arrestere og i en lang række tilfælde likvidere borgere, der havde hjulpet nazisterne under besættelsen.

## Historikerstrid – polykrati?
Blandt historikere er der udbredt uenighed om, hvordan Nazi-Tyskland blev styret. Især den berømte tyske historiker Hans Mommsen har med sin polykrati-idé præget debatten. Hans tese er, at Nazi-Tyskland nærmest ikke blev styret af en ledelse, men af mange. Deraf det græske ord polykrati, der betyder mange-styre eller fler-styre. Det hul, der opstod mellem parti og stat, blev til en slagplads mellem forskellige nyoprettede ministerier, institutioner og stærke embedsmænd. Beslutninger oppefra blev ofte udført endnu mere radikalt nede i systemet, hvor forskellige instanser lå i direkte konkurrence med hinanden.
Denne tese er godtaget af de fleste, men der hersker også uenighed mht. polykratimodellen. Var det en bevidst strategi af Hitler at spille sine underordnede ud mod hinanden for at opnå de bedste resultater? eller havde han simpelt hen ikke overblik til at styre tingene? Hans Mommsen er tilhænger af den sidste opfattelse. Mommsen er kendt for nærmest at latterliggøre Hitlers evner på regeringsområdet.

## Oversigt over personer og organisationer
- Personer
  - Adolf Hitler – den tyske 'fører'
  - Martin Bormann – chef for partikancelliet
  - Karl Dönitz – storadmiral og kortvarigt Hitlers efterfølger
  - Adolf Eichmann – departementschef for national sikkerhed
  - Roland Freisler – præsident for folkedomstolen (højesteret i Nazi-Tyskland)
  - Joseph Goebbels – propagandaminister
  - Hermann Göring – ansvarlig for fireårsplanen og Luftwaffe
  - Rudolf Hess – Hitlers stedfortræder
  - Reinhard Heydrich – chef for RSHA, ansvarlig for Einsatzgruppen
  - Heinrich Himmler – SS-chef
  - Josef Mengele – Læge i Auschwitz
  - Joachim von Ribbentrop – udenrigsminister
  - Baldur von Schirach – chef for Hitlerjugend
  - Albert Speer – rustningsminister (1942-1945) og rigsarkitekt
  - Hjalmar Schacht – nationalbankdirektør og ansvarlig for Nazi-Tysklands økonomiske fremgang
  - Fritz Hippler, chef for propagandaministeriets filmafdeling under Goebbels
  - Leni Riefenstahl- filminstruktør.

- Organisationer:
  - NSDAP – partiet i den tyske et-parti-stat
  - Wehrmacht - sammenslutningen af de 3 militære grene; Heer (hæren), Kriegsmarine (flåden) og Luftwaffe (luftvåbnet)
  - Gau partidistrikt og parallel landsdelsadministration
  - SA – paramilitære stormtropper indtil 1934
  - SS – eliteorganisation i partiet
    - Frikorps Danmark - et frivilligt dansk korps

  - Gestapo – en gren af SS og sikkerhedspolitiet
  - Waffen-SS, den militære gren af SS
  - Hitlerjugend – partiets ungdomsorganisation, oprindelig kun for drenge, men i 1932 opslugtes
    - Bund Deutscher Mädel – partiets ungdomsorganisation for piger       - Nazistpartiet og et uddrag af de tilknyttede partiorganisationer (I). 
      - Nazistpartiet og et uddrag af de tilknyttede partiorganisationer (II).